# Mauricio Baldivieso
Pour les articles homonymes, voir Baldivieso.
Pedro Mauricio Baldivieso Ferrufino, né le 22 juillet 1996, est un joueur de football bolivien. Il est le fils de l'ancien footballeur Julio César Baldivieso, qui a été son entraîneur à l'Aurora Cochabamba.

## Biographie
Âgé de seulement 12 ans, Mauricio Baldivieso joue 10 minutes lors d'une rencontre de première division bolivienne, après que son père le fait rentrer à la 39e face au club de La Paz FC.
Juste avant la mi-temps, il subit un très gros tacle d'un adversaire mais peut finalement continuer à jouer malgré quelques larmes. Son père se déclare « fier de lui ».
L'Aurora s'incline finalement 0-1 contre La Paz.
À la suite de cette rencontre, son père, Julio César Baldivieso, est licencié. Son manque d'objectivité est en effet fortement mis en cause.

## Palmarès
- Champion de Bolivie en 2016 (Tournoi de clôture) avec Jorge Wilstermann